# Barre oblique
Pour les articles homonymes, voir Barre et Slash.
La barre oblique « / », ou par anglicisme le slash, est un caractère typographique, symétrique de la barre oblique inversée « \ » ou « antislash ».

## Informatique
Avec l'arobase et le tilde, la barre oblique / est l'un des symboles les plus utilisés sur Internet, puisque la double barre oblique est le début de tout URI, après l'indication du protocole utilisé (ainsi, avec le protocole HTTP, l'URI commencera par http://).
C'est aussi, pour la plupart des systèmes d'exploitation, le caractère qui distingue les différents dossiers d'un chemin dans une arborescence. Par exemple, dans /Musique/Beethoven, les barres obliques indiquent que « Beethoven » est contenu dans « Musique ».
Elle est aussi utilisée, sous d'autres systèmes d'exploitation, pour annoncer une commande JCL, ou encore pour séparer les paramètres d'une telle commande.

## Mathématiques
La barre oblique tient lieu de barre de fraction lorsque la fraction est écrite de manière linéaire. Elle apparaît pour la première fois vers le milieu du XIIe siècle, dans des recueils algébriques arabes (soit maghrébins, soit andalous).

## Lettre

Armoiries de l'Afrique du Sud avec !ke e: ǀxarra ǁke transcrit !ke e: /xarra //ke avec la barre oblique.

La barre oblique est utilisée comme lettre additionnelle de l'alphabet latin dans l'écriture de l'alagwa, du burunge, du gorowa ou de l'iraqw pour représenter une consonne fricative pharyngale voisée [ʕ]. En uduk, la barre oblique est utilisée pour représenter une consonne occlusive glottale [ʔ].
Il a été ou est parfois utilisé au lieu de la lettre ǀ, ou utilisé doublé au lieu de la lettre ǁ.

## Ton
L'écriture du sabaot utilise la barre oblique pour indiquer le ton grammatical de la forme indéfinie du verbe, distinct de la première personne du pluriel, par exemple /Kikeechoor teeta, « On a volé la vache », Kikeechoor teeta, « Nous avons volé la vache ».

## Autres usages
Ce symbole est également par exemple en substitution au mot « ou ». On le rencontre aussi parfois utilisé à la place du trait d'union dans des expressions composées telles que « cuisine/salle à manger ».
Les imprimeurs du XVe au XVIe siècle ont utilisé cet artifice pour abréger certains groupes de caractères (voir abréviations pour plus de détails).
En russe, ce symbole sert d'abréviation (ж/д pour железная дорога « chemin de fer » ou железнодорожный « ferroviaire »), en concurrence avec les parenthèses (les premières machines à écrire bon marché n'avaient pas de parenthèses, l'usage est resté), ou dans les adresses de bâtiments formant un angle avec une autre rue (par exemple, le lycée français de Moscou est à l'adresse Спасоналивковский 1-й пер., 12/16, soit au 12 de la rue 1re Spassonalivkovski et au 16 d'une rue sécante). Les deux premiers usages, quoique refusés par la typographie officielle du russe, restent très vivants.
Ce symbole est également utilisé comme diacritique, par exemple dans le Ø (et la minuscule ø) nordique ; on dit qu'il s'agit d'une barre oblique inscrite.
La barre oblique peut aussi figurer en bas et à droite d'un document comprenant plusieurs pages, entre deux séries de points de suspension (…/…) et sans indication de pagination, pour indiquer que le document se poursuit[réf. nécessaire].
Elle est souvent utilisée pour écrire des dates de façon plus condensée, ainsi, le 28 janvier 2013 s'écrira, en français, 28/01/2013.
La barre oblique est aussi parfois utilisée pour les formes tronquées, notamment pour la féminisation : les étudiant/e/s, les contrôleur/euse/s, ce qui est parfois déconseillé[Par qui ?], à part dans les documents types avant que ceux-ci ne soient remplis et qu'une seule des deux formes ne soit utilisée et dans certains systèmes d'écriture inclusive.
Elle est en outre utilisée pour signaler un passage au vers suivant, lorsqu'on veut citer un texte versifié sans marquer les sauts de ligne, par exemple dans le cours d'une phrase ou pour gagner de la place dans une note : « Pigeon, oiseau à la grise robe, / Dans l'enfer des villes, / À mon regard tu te dérobes. / Tu es vraiment le plus agile. » NB : dans cette utilisation, la barre oblique est précédée et suivie d'une espace.
Les correcteurs du journal Le Monde la considèrent comme « horrible ».

## Point de code Unicode
| Nom d'usage | Glyphe | Point de code Unicode | Nom Unicode français                              | Nom Unicode anglais                   | Entité HTML | Bloc Unicode                      |
| --- | ------ | --------------------- | ------------------------------------------------- | ------------------------------------- | ----------- | --------------------------------- |
| barre oblique ou oblique, cotice (slash, forward slash, virgule)                                                                             | Oo/Oo  | U+002F                | barre oblique                                     | solidus                               | &#x002F;    | Commandes C0 et latin de base     |
| diacritique barre oblique courte ou diacritique courte oblique couvrante, diacritique courte cotice couvrante                                | Oo◌̷Oo  | U+0337                | diacritique barre oblique courte couvrante        | combining short solidus overlay       | &#x0337;    | Diacritiques                      |
| diacritique barre oblique longue couvrante                                                                                                   | Oo◌̸Oo  | U+0338                | diacritique barre oblique longue couvrante        | combining long solidus overlay        | &#x0338;    | Diacritiques                      |
| barre de fraction | Oo⁄Oo  | U+2044                | barre de fraction                                 | fraction slash                        | &#x2044;    | Ponctuation générale              |
| diacritique double barre oblique longue couvrante ou diacritique longue double oblique couvrante, diacritique longue double cotice couvrante | Oo◌⃫Oo  | U+20EB                | diacritique double barre oblique longue couvrante | combining long double solidus overlay | &#x20EB;    | Diacritiques pour symboles        |
| barre oblique de division | Oo∕Oo  | U+2215                | barre oblique de division                         | division slash                        | &#x2215;    | Opérateurs mathématiques          |
| diagonale mathématique ascendante | Oo⟋Oo  | U+27CB                | diagonale mathématique ascendante                 | mathematical rising diagonal          | &#x27CB;    | Symboles mathématiques divers – A |
| grande barre oblique | Oo⧸Oo  | U+29F8                | grande barre oblique                              | big solidus                           | &#x29F8;    | Symboles mathématiques divers – B |
| barre oblique pointée | Oo⹊Oo  | U+2E4A                | barre oblique pointée                             | dotted solidus                        | &#x2E4A;    | Ponctuation — supplément          |
| barre oblique inversée ou contre-oblique, contre-cotice (backslash)                                                                          | Oo\Oo  | U+005C                | barre oblique inversée                            | reverse solidus                       | &#x005C;    | Commandes C0 et latin de base     |
| diacritique barre oblique inversée couvrante                                                                                                 | Oo◌⃥Oo  | U+20E5                | diacritique barre oblique inversée couvrante      | combining reverse solidus overlay     | &#x20E5;    | Diacritiques pour symboles        |
| différence d'ensembles | Oo∖Oo  | U+2216                | différence d'ensembles                            | set minus                             | &#x2216;    | Opérateurs mathématiques          |
| diagonale mathématique descendante | Oo⟍Oo  | U+27CD                | diagonale mathématique descendante                | mathematical falling diagonal         | &#x27CD;    | Symboles mathématiques divers – A |
| grande barre oblique inversée | Oo⧹Oo  | U+29F9                | grande barre oblique inversée                     | big reverse solidus                   | &#x29F9;    | Symboles mathématiques divers – B |
| symbole pour cent | Oo%Oo  | U+0025                | symbole pour cent                                 | percent sign                          | &#x0025;    | Commandes C0 et latin de base     |
| symbole arabe pour cent | Oo٪Oo  | U+066A                | symbole arabe pour cent                           | arabic percent sign                   | &#x066A;    | Arabe                             |
| symbole pour mille | Oo‰Oo  | U+2030                | symbole pour mille                                | per mille sign                        | &#x2030;    | Ponctuation générale              |
| symbole pour dix mille | Oo‱Oo  | U+2031                | symbole pour dix mille                            | per ten thousand sign                 | &#x2031;    | Ponctuation générale              |
| signe moins commercial | Oo⁒Oo  | U+2052                | signe moins commercial                            | commercial minus sign                 | &#x2052;    | Ponctuation générale              |

- Légende : Les caractères neutres Oo  Oo : illustrent un contexte, le rectangle coloré indique la chasse et le corps de ces caractères ; Le caractère à représenter est affiché sur un autre fond coloré, p. ex. : C ;  Un diacritique est composé avec le caractère « ◌ », l'affichage est représenté avec le corps, et la chasse de ce caractère « ◌ », des exemples sont ◌̰, ◌̃, ou ◌͠◌.

Note : selon la cohérence propre de la police d'affichage, la position des diacritiques peut être altérée.
Note : selon la cohérence propre de la police d'affichage, la chasse de certains caractères peut être altérée.
- Note : le préfixe 0x (ou #x...; pour le html) indique une notation hexadécimale ; les points de codes Unicode sont toujours notés en hexadécimal (avec U+ en préfixe).